# Museum gegenstandsfreier Kunst
Das Museum gegenstandsfreier Kunst in Otterndorf stellt zeitgenössische Kunst von nationalen und internationalen Künstlerinnen und Künstlern aus. Hervorgegangen ist es aus dem Studio A und befindet sich seit 1976 in Trägerschaft des Landkreises Cuxhaven. Nach einigen Standortwechseln innerhalb von Otterndorf befindet es sich nun in der Marktstraße 10. Seinen endgültigen Namen erhielt es 2007. Das Museum fokussiert sich auf gegenstandsfreie Kunst nach 1945. Das Museum gegenstandsfreier Kunst (MgK) in Otterndorf widmet sich der gegenstandsfreien Kunst, also Werken, die keine erkennbaren Gegenstände, Personen oder Landschaften zeigen. Stattdessen stehen Farben, Formen und Strukturen im Mittelpunkt. Das Museum sammelt, erforscht und präsentiert diese Kunstrichtung in Ausstellungen und Vermittlungsprogrammen.

## Geschichte
Das Studio A geht auf das private Engagement von Herbert Augat zurück. Er initiierte in Otterndorf 1961 die erste öffentliche Ausstellung in seinem Privathaus an der Hornweide. Den Anfangsbuchstaben seines Nachnamens benutzte er für die Namensgebung der Galerie: Studio A(ugat). Es folgten bis 1966 sieben weitere Ausstellungen mit insgesamt 14 Künstlern, u. a. Fritz Winter, Max Hermann Mahlmann, Gudrun Piper, Otto Herbert Hajek und Almir Mavignier. Der Unfalltod Augats im Januar 1966 beendete das Kapitel des Studio A in privater Trägerschaft.
Die Idee des Studio A wurde 1973 vom Cuxhavener Grafiker und Fotografen Walter Steffens wieder aufgegriffen, der eine permanente Dokumentation der Inhalte des Studio A für die Öffentlichkeit vorschlug. Zu diesem Zweck stellte der Kreis Land Hadeln Teile des historischen Torhauses in Otterndorf zur Verfügung. Dort fand 1974 die erste öffentliche Ausstellung statt, die das private Engagement von Herrn Augat würdigte. Der in Otterndorf geborene Klaus Staudt erklärte sich bereit, die künstlerische Beratung zu übernehmen. Staudt, seit 1974 Professor an der Offenbacher Hochschule für Gestaltung, nahm die Funktion des künstlerischen Beraters für Ausstellungen und Ankäufe zum Aufbau einer Sammlung bis 1998 wahr. Die Trägerschaft für das „studio a dokumentation zeitgenössischer kunst“ übernahm der Kreis Land Hadeln. Schenkungen von Künstlern, die schon bei Augat ausgestellt hatten, bildeten den Grundstock für die erste Ausstellung, die am 6. August 1974 eröffnet wurde. Bis zum 4. Juli 1985 folgten 35 weitere Ausstellungen.
Im Oktober 1985 wurde das Studio A in der Stadtscheune wieder eröffnet. Träger des Studio A war inzwischen der Landkreis Cuxhaven, der 1976 durch eine Gebietsreform gegründet wurde. Mit der Neueröffnung bekam die Einrichtung einen neuen Namen: „studio a – sammlung zeitgenössischer kunst, museum für moderne kunst des landkreises cuxhaven“. Mit etwa 200 m² Ausstellungsfläche bot die Stadtscheune bessere Möglichkeiten Wechselausstellungen und Ausstellungen der Sammlung zu präsentieren als das Torhaus. Weitere 100 m² kamen 1991 dazu, als das Studio A um das zweite Obergeschoss der Stadtscheune erweitert wurde.
2007 erfolgte ein weiterer Umzug. Die neuen Räumlichkeiten in einer ehemaligen Gewerbeimmobilie boten mehr Ausstellungsfläche und konnten auch an die Anforderungen des Museums angepasst werden. Zeitgleich mit dem Umzug erhielt das Museum auch seinen neuen Namen: Museum gegenstandsfreier Kunst.
Das Museum zeigt die spezielle Sicht der gegenstandsfrei arbeitenden KünstlerInnen auf unsere Welt und bietet die Möglichkeit, sich mit diesen Sichtweisen auseinanderzusetzen und daraus für sich selbst neue Perspektiven und visuelle Ideen zu entwickeln. Als eine „Schule“ der visuellen und sinnlichen Wahrnehmung leistet das MgK einen Beitrag zur Vermittlung von Kunst und Kultur. Es schafft ein avantgardistisches Forum zur Auseinandersetzung mit ungewohnten Kunstpositionen und zu einer bewussten und sinnlichen Wahrnehmung unserer Gegenwart.
2018 wurde die Fassade des Museums von Esther Stocker neu gestaltet und am 15. September 2018 eingeweiht.

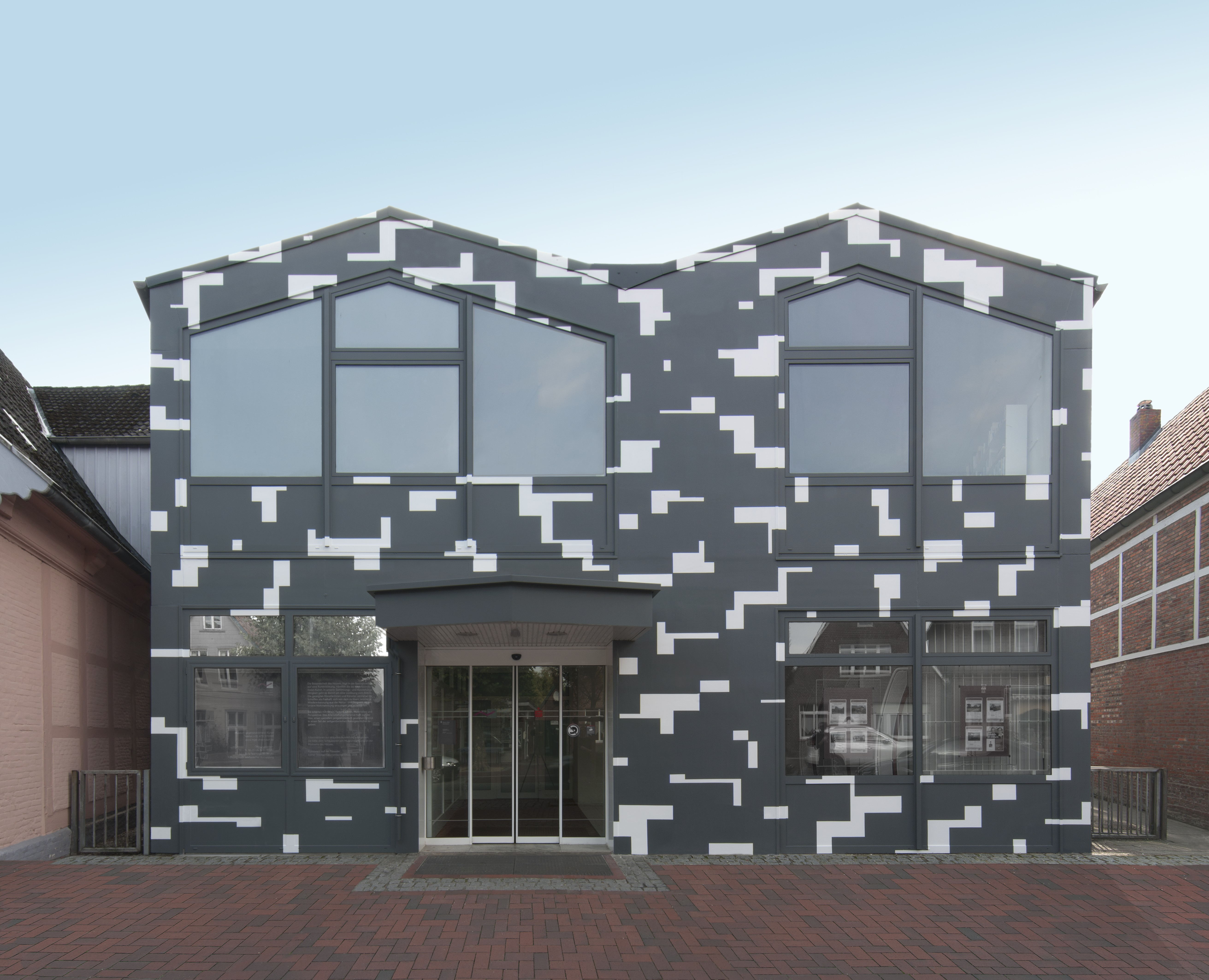
Museum gegenstandsfreier Kunst, Fassade: Esther Stocker, Geometrisches Glück, 2018

## Förderverein

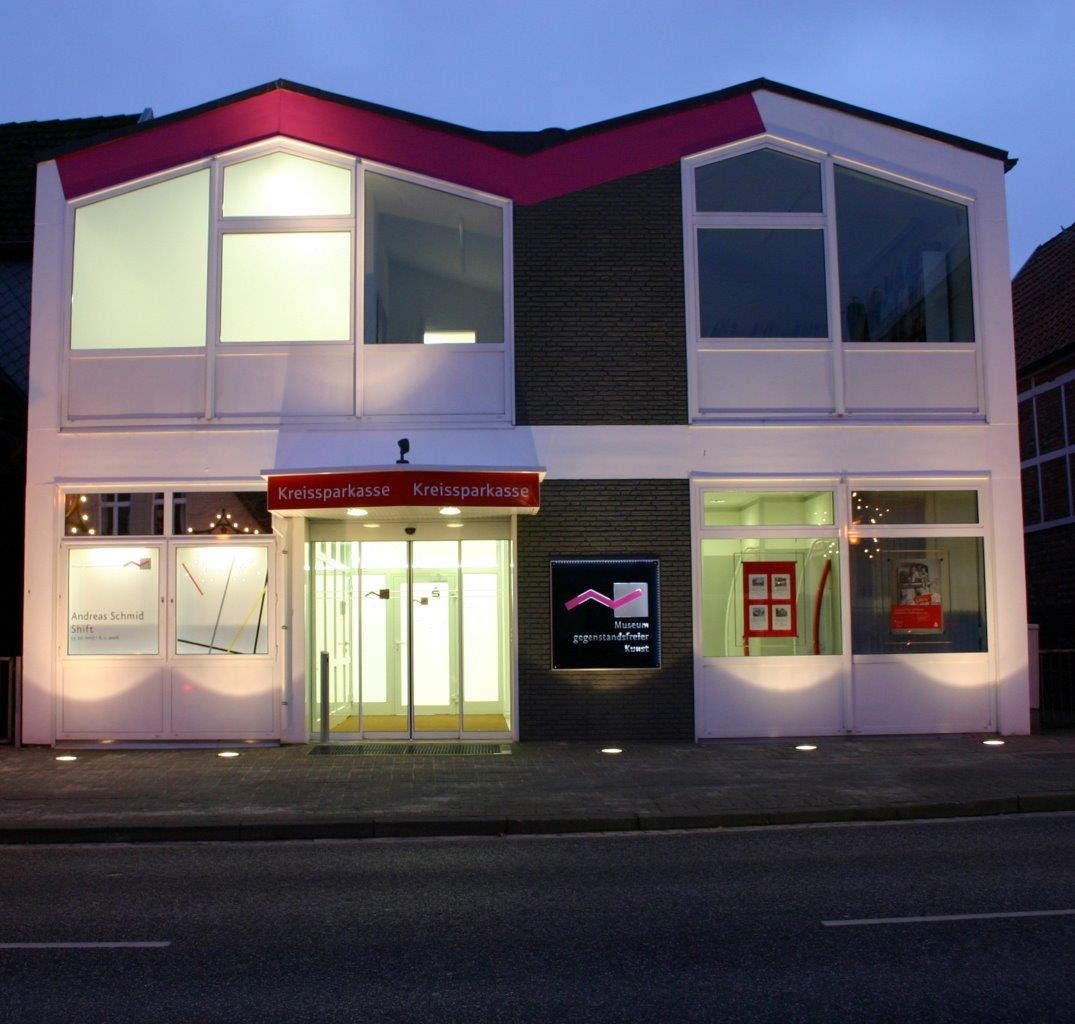
Alte Außenansicht des MgK

1981 gründeten engagierte Otterndorfer Bürger den „verein von freunden und förderern des studio a e. V.“. Mit seinen bisherigen Vorsitzenden Siegfried Leuthold, Hubert Walitschek, Jan Meyer-Rogge, Jürgen H. Th. Prieß, Renate Augstein und Johannes Höppner unterstützt er den Landkreis mit Leihgaben zur Sammlung des Studio A und begleitenden Vorträgen. Seit 2024 ist Dr. Marlies Reinke erste Vorsitzende des Fördervereins.

## Museumsleitung
- 1973–1985: Klaus Staudt
- 1985–1988: Alf-Krister Job
- 1986–1991: Dorothea Strauss
- 1991–2023: Ulrike Schick
- seit 2024: Wilko Austermann